# آبرندیل (ماساچوست)
آبرندیل (به انگلیسی: Auburndale) یک روستا در ایالات متحده آمریکا است که در نیوتون، ماساچوست واقع شده‌است.